# Station expérimentale des agrumes de l'université de Californie à Riverside
La station expérimentale des agrumes de l'université de Californie à Riverside est l'unité fondatrice du campus de Riverside de l'université de Californie (États-Unis). Elle héberge la Collection d'agrumes de l'Université de Californie à Riverside (University of California, Riverside Citrus Variety Collection) devenue Givaudan Citrus Variety Collection, une des plus importantes collections mondiales d'agrumes.
Depuis sa création, la station a grandement contribué au développement de la culture et de la connaissance des agrumes en Californie et partout ailleurs.

## Histoire

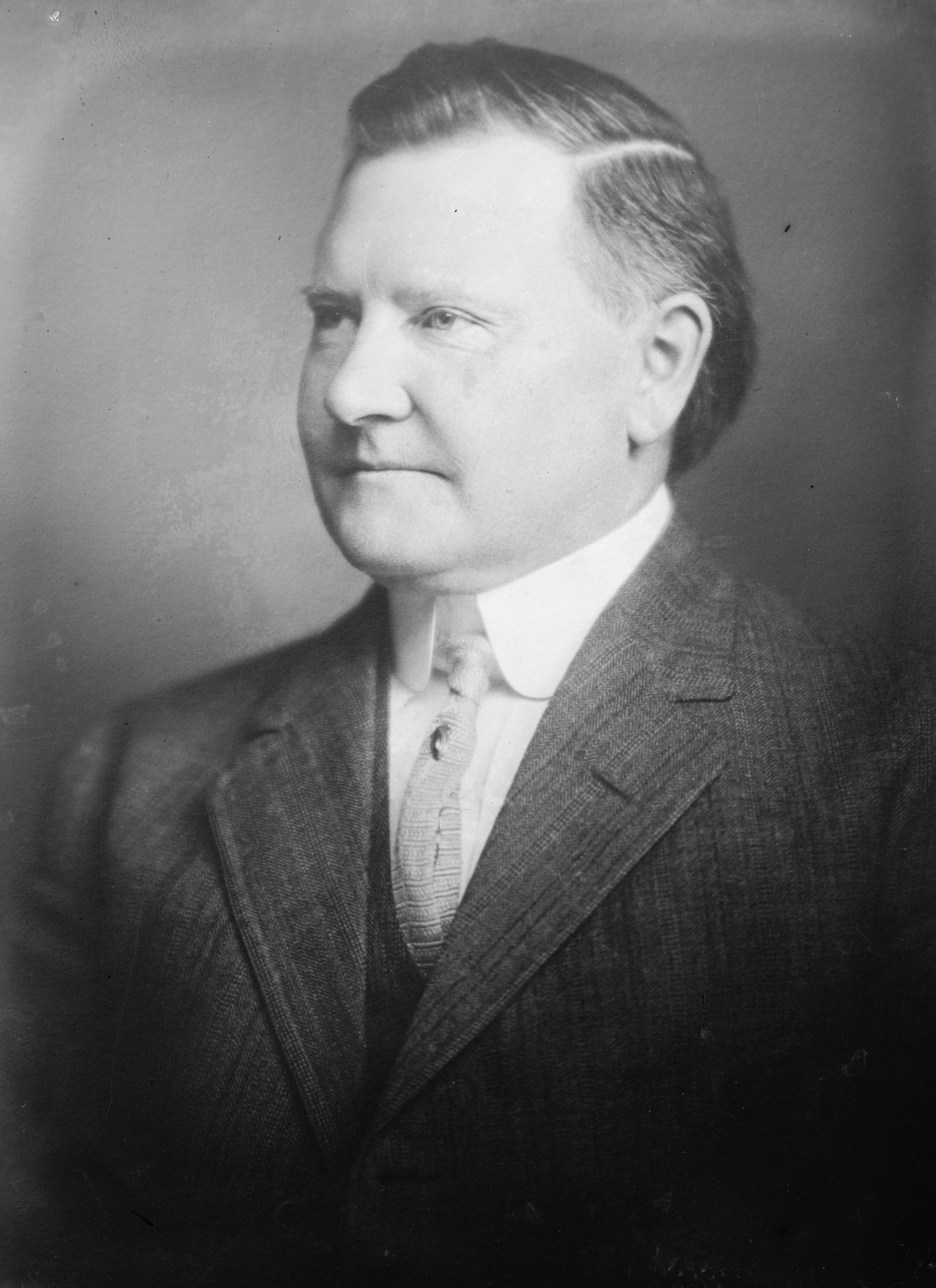
Herbert John Webber qui a propulsé la collection dans les premières mondiales

En 1875 Elmer Wallace Holmes voyant le potentiel horticole de la région de Riverside plante un verger de fruitiers comprenant de nombreux oranger et citronnier. Il est un des fondateurs vers 1878 de l'Association de la convention agrumicole de Riverside (Riverside Citrus Fair Association) en compagnie notamment de Ms N.W. Winter. C'est de Riverside que commencera l'expansion de l'orange navel américaine avec l'introduction par  Mme LC Tibbet (1873) de navel brésiliennes. En 1879 on y expose pour la première fois l'orange Washington navel obtenue à partir d'introductions australiennes. En 1885 E. W. Hilgard publie une Analyses of Oranges and Lemons from the Riverside Citrus Fair et vers 1903 est aménagée la station d'agrumes de Riverside (Riverside Citrus Station). En 1899, J. H. Reed, producteur d'agrumes et membre du Riverside Horticultural Club propose la construction d'une station expérimentale à Riverside qui débouche en 1906 sur un double projet, un laboratoire à Whittier et une station expérimentale à Riverside. Ils sont institué par l'Université de Californie le 14 février 1907. La Citrus Experiment Station et des chercheurs de l'USDA commencent une collection systématique en 1910 sur le site d'origine de Riverside. Herbert John Webber (Doyen de l'Université) prend la direction en 1913.
En juin 1917, Webber, le premier directeur de la Citrus Experiment Station, installe la Citrus Variety Collection sur le terrain adjacent au nouveau site du CES (Citrus Experiment Station) dans ce qui est maintenant le campus UC Riverside. Lui succèdent en 1929 Leon D. Batchelor puis en 1951 Homer D. Chapman et en 52 Alfred M. Boyce. Il crée le Collège d'agriculture (Centre de recherche sur les agrumes et station d'expérimentation agricole CRC-AES) qui dès les années 60  intègre la biologie moléculaire, la génétique et l'agriculture dans les régions arides et semi-arides.

### Givaudan
La maintenance de la collection d'arbres vivants en pleine terre nécessite des investissements lourds notamment la lutte contre les pandémies, mais elle est indispensable pour perpétuer le rapport sensoriel à leurs parfums et au gout de leurs fruits. Depuis 2006 Givaudan travaille avec la collection, en 2011 il fait don d'une première aide financière, en 2015, Givaudan représenté par Marshall-Hill verse une aide (un million de US$) à UC Riverside avec pour contrepartie son nom sur la collection:  Givaudan Citrus Variety Collection à Riverside. L'intérêt de l'aromaticien n'est pas agronomique mais bien l'énorme potentiel de parfums de la collection qui de concrétise par son projet TasteTrek Citrus à destination de l'industrie des boissons.

### Importance de la collection
Quand W.P. Bitters quitte la direction en 1982, la collection comptait environ 1200 accessions. elle en compte environ 1000 de nos jours dont  27 des 33 genres apparentés de la sous-famille Aurantioideae des Rutaceae. 670 appartiennent au sous-genre Citrus. Elle est sur 3 sites  campus de l'UCR à Riverside, South Coast Research and Extension Center à Irvine et station de recherche agricole UC Riverside Coachella Valley à Thermal. Elle comprend des vergers d'exposition.

## Principales obtentions
- 'Kinnow' - hybride de mandarine très populaire au Pendjab, sélectionné par Howard B. Frost à la station expérimentale de Riverside.
- 'Oroblanco' et 'Melogold' - hybrides doux de pomélos, sélectionnés par Robert Soost (en) et James W. Cameron (en) à la station expérimentale.